# Mali Dol, Pesnica
Mali Dol je naselje v Občini Pesnica.